# Miklós Horthy
Dans le nom hongrois Horthy Miklós, le nom de famille précède le prénom, mais cet article utilise l’ordre habituel en français Miklós Horthy, où le prénom précède le nom.
Miklós Horthy de Nagybánya (hongrois : vitéz nagybányai Horthy Miklós), né le 18 juin 1868 à Kenderes (Autriche-Hongrie) et mort le 9 février 1957 à Estoril (Portugal), est un amiral et homme d'État hongrois, notamment régent du royaume de Hongrie du 1er mars 1920 au 15 octobre 1944.
Issu d'une famille aristocratique, religieusement mixte (père calviniste et mère catholique), Miklós Horthy entre à l'Académie navale de Fiume (aujourd'hui en Croatie) en 1882 et reçoit une formation d'officier de marine. Entre 1901 et 1918, il assure divers commandements dans la marine austro-hongroise. Durant la Première Guerre mondiale, il s'illustre à la bataille du détroit d'Otrante (1917) et est promu contre-amiral en 1918. Devenu commandant en chef de la marine impériale le 27 février 1918, il est fait vice-amiral le 30 octobre avant de quitter ses fonctions le lendemain, à la suite de l'effondrement de l'Autriche-Hongrie.
En 1919, Horthy est le ministre de la Guerre (en) du gouvernement anti-bolchévik opposé au régime communiste de Béla Kun. Après la défaite de ce dernier face aux troupes serbes, tchécoslovaques, roumaines et françaises, Horthy et son Armée nationale hongroise (hu) entrent à Budapest : à la terreur rouge de Béla Kun succède la terreur blanche de Miklós Horthy, « amiral sans flotte » élu régent d'un « royaume sans roi ». Sa gouvernance sera, durant l'entre-deux-guerres, autoritaire, nationaliste et conservatrice, menant à l'extérieur une politique irrédentiste et réclamant la révision du traité de Trianon.
À la fin des années 1930, la politique étrangère d'Horthy le conduit à une alliance réticente avec l'Allemagne nazie contre la Russie soviétique. Grâce au plein soutien d'Adolf Hitler, la Hongrie récupère, aux arbitrages de Vienne, certains territoires de la Grande Hongrie, en Slovaquie (1938), Ruthénie subcarpatique (1939), Transylvanie (1940) et Yougoslavie (1941), où l'armée hongroise intervient directement aux côtés des forces germano-italiennes. Enfin, la Hongrie participe activement à l'invasion allemande de l'URSS à partir de l'été 1941.
Cependant, au vu des réticences d'Horthy à contribuer à l'effort de guerre de l'Axe ainsi qu'à livrer les Juifs hongrois aux autorités allemandes, et après plusieurs tentatives infructueuses du régent de négocier avec les Alliés une sortie du conflit pour son pays, les troupes allemandes prennent le contrôle du royaume en mars 1944 dans le cadre de l'opération Margarethe et remettent le pouvoir à un allié plus docile, Ferenc Szálasi qui, lui, n'hésite pas à livrer tous les Juifs, même citoyens hongrois. En octobre suivant, après avoir annoncé la fin des hostilités, l'amiral est arrêté par les Allemands puis contraint à renoncer au poste de régent dans le cadre de l'opération Panzerfaust. Il passe les derniers mois de la guerre en résidence surveillée à Weilheim en Bavière, où les Américains le capturent le 1er mai 1945.
Après avoir comparu comme témoin libre au procès des Ministères en 1948, Horthy s'exile au Portugal où, sous la protection d'António de Oliveira Salazar qui lui attribue une villa à Estoril, il rédige ses mémoires en 1952 avec comme titre Ein Leben für Ungarn (« Une vie pour la Hongrie »).
Bien que ses restes aient été rapatriés en Hongrie en 1993, il demeure aujourd’hui encore une figure controversée de l’histoire contemporaine du pays.  

## Famille et jeunesse

### Origines familiales

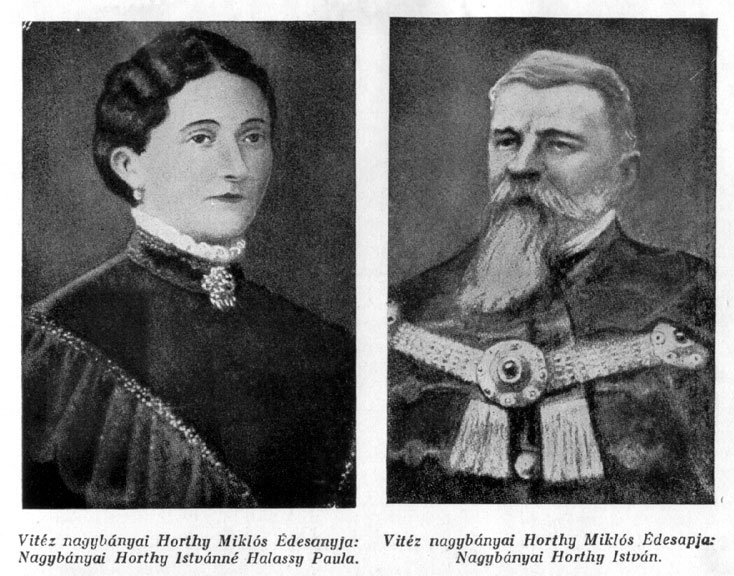
Paula Halassy et István Horthy

Miklós Horthy est le fils d'István Horthy (1830 – 1904) et de son épouse Paula Halassy de Dévaványa (1839 – 1895). Il descend d'une ancienne famille transylvaine dont l’ancêtre, un autre István Horthy, a été anobli en 1633 par le roi de Hongrie Ferdinand II. La famille est pour partie calviniste, dans une Hongrie majoritairement catholique. Parvenu au pouvoir, Horthy sera l'un des rares hommes politiques hongrois à manifester ouvertement sa foi protestante.
Son père, István Horthy, est un propriétaire terrien maître d'un domaine de 1 500 acres au cœur de la grande plaine et membre de la Chambre des magnats. Miklós Horthy admet avoir une certaine admiration pour cet homme « dévoué à la gestion de son pays, disciplinairement strict, refusant la désobéissance à la maison, qui engendrait en nous [les enfants Horthy] une certaine peur ». István épouse Paula Halassy en 1857. Miklós, né en 1868, est le cinquième de leurs neuf enfants :
- István Horthy (1858 – 1937), s'illustre comme brillant général de cavalerie durant la Première Guerre mondiale ;
- Zoltán Horthy (1860 – 1940) ;
- Béla Horthy (1862 – 1880), élève de l’Académie navale de Fiume (de), il meurt d’une septicémie à la suite d'un accident au cours d’un exercice ;
- Paula Horthy (1863 – 1906) ;
- Miklós Horthy
- Erzsébet Horthy (1871 – 1955) ;
- Szabolcs Horthy (1873 – 1914), meurt en novembre 1914 dans les rangs de l’armée austro-hongroise en Pologne ;
- Jenő Horthy (1874 – 1876) ;
- Jenő Horthy (1877 – 1953).

### Enfance et éducation (1868-1886)
Le jeune Miklós grandit dans la propriété familiale à Kenderes (comitat de Jász-Nagykun-Szolnok), où il fréquente un établissement élémentaire privé. Il y apprend l'allemand, lingua franca de l'Empire austro-hongrois. Très proche de sa mère, c'est un enfant turbulent, ce qui conduit son père à l'éloigner. En 1876, à l’âge de huit ans, il est envoyé au collège réformé de Debrecen rejoindre deux de ses frères, vivant avec un tuteur français. Après un passage à l'Institut Lähne de Sopron, il convainc ses parents de le faire entrer à l'Académie navale de Fiume en 1882. Miklós est alors âgé de 14 ans. Il rêve d’intégrer la marine austro-hongroise pour pouvoir voyager (les récits de son frère Béla, élève de l’Académie mort deux ans plus tôt, n’y sont pas étrangers). À Fiume, Horthy découvre les valeurs militaires parmi lesquelles le dévouement à son pays et le sens du devoir, qui guideront toutes ses actions futures. En plus du hongrois et de l’allemand qu’il maîtrise déjà, on y enseigne le français, langue de communication des élites que les officiers de marine peuvent être amenés à côtoyer (ce qui fut effectivement le cas de Horthy), ainsi que l'anglais, langue véhiculaire en pleine expansion et naturellement très usité en mer en raison de la puissance des marines britannique et américaine. De plus, la majorité des marins austro-hongrois étant croates ou italiens, tout officier de la marine impériale doit maîtriser ces deux langues. Cependant, ses résultats sont passables et il est surtout remarqué pour son habileté dans des matières techniques ou secondaires. Sportif, il pratique notamment la voile, l'équitation, le tennis et le polo.

### Entrée dans la marine austro-hongroise (1886-1894)
En 1886, l'aspirant Miklós Horthy reçoit sa première affectation sur la frégate SMS Radetzky et participe à un voyage vers l'Espagne. Il profite de son séjour pour visiter Cordoue, Grenade et Barcelone en compagnie de deux amis. Il est nommé sous-lieutenant en 1889et est transféré sur le SMS Taurus, un navire envoyé en mission diplomatique à Constantinople. Horthy y reste plus d'un an, occupant son temps libre par le sport ou la chasse et naviguant le long des côtes de la mer Noire et sur le cours inférieur du Danube. En 1892, Miklós Horthy s'embarque pour un tour du monde de deux ans à bord de la corvette SMS Saida sous les ordres du commandant Moritz Sachs von Hellenau (1844 – 1933). Celui qui n'est alors que sous-lieutenant garde de sa découverte de l'Égypte, des Indes et de Bangkok où il est fastueusement reçu par un prince royal siamois, un souvenir impérissable.

## Carrière militaire

### Premiers commandements (1894-1909)
À l'automne 1894, de retour en Autriche-Hongrie, Horthy rejoint le cabinet du vice-amiral Hermann von Spaun (1833 – 1919), directeur du comité technique naval de la double monarchie. Ce poste lui fait prendre conscience des nombreuses lacunes de la marine impériale, pour laquelle le gouvernement de Vienne n'a que peu d'intérêt. Horthy est promu Fregatten-Leutnant (enseigne de vaisseau de première classe) en 1896, puis Linienschiffleutnant (lieutenant de vaisseau) en 1900, à l'âge de 32 ans. Il obtient alors son premier commandement sur le torpilleur SMS Sperber.
Au cours d'un bal, on lui présente une jeune fille issue, comme lui, de la noblesse terrienne transylvaine. L'attirance est mutuelle et, le 22 juillet 1901, Miklós Horthy épouse Magdolna Purgly de Jószáshely (1881 – 1959) à Arad. Le couple passe sa lune de miel à Semmering en Autriche, puis s'installe à Pola. Ils ont quatre enfants :
- Magdolna Horthy (1902 – 1918) ;
- Paula Horthy (1903 – 1940) ;
- István Horthy (1904 – 1942), pilote de chasse puis vice-régent de Hongrie en 1942, il meurt dans un accident d'avion ;
- Miklós Horthy II (en) (1907 – 1993), ambassadeur de Hongrie au Brésil à la fin des années 1930.

En 1902, le commandant Horthy est à la tête du SMS Kranich. Six ans plus tard, il est affecté au SMS Taurus (navire diplomatique sur lequel il a déjà servi près de vingt ans plus tôt) et s'embarque une nouvelle fois pour Constantinople. La famille réside près d'un an dans une villa sur les rives du Bosphore. Horthy met à profit son séjour en remportant plusieurs tournois de tennis et une compétition équestre : le Grand prix du Bosphore.

### Cabinet impérial (1909-1914)
Promu Korvettenkapitän (capitaine de corvette) début 1909, il devient le 1er novembre aide de camp chargé des questions navales de l'empereur François-Joseph, auquel il voue un profond respect. Il écrira à son sujet dans ses Mémoires : « Ce fut le grand moment de ma vie, lorsque je me trouvai en présence du souverain âgé ». Durant les cinq années où il occupe ce poste, Horthy et sa famille résident dans un appartement de la Hofburg. Le 1er novembre 1911, il est promu Fregattenkapitän (capitaine de frégate) et, entre décembre 1912 et mars 1913, il quitte brièvement Vienne pour prendre le commandement du SMS Budapest déployé par l'Autriche-Hongrie en réaction à la première guerre balkanique. En novembre 1913, il accède au grade de Linienschiffskapitän (capitaine de vaisseau). Ces cinq années en Autriche familiarisèrent Horthy avec la culture allemande de l'Empire, qu'il partageait d'ailleurs avec toutes les élites dirigeantes des États nés de la dislocation de la Double Monarchie. Il conserva par la suite un accent prononcé lorsqu'il parlait le hongrois, et s'exprimait par exemple de préférence en allemand avec son Premier ministre Gyula Gömbös.

### Entrée en guerre à Pola (1914)
Miklós Horthy est mobilisé le 27 juillet 1914, un jour avant le début du conflit. À 46 ans, il quitte sa fonction d'aide de camp et s'installe à Pola, où il est affecté aux commandes du SMS Habsburg. Il est déçu par ce poste, le Habsburg étant un vieux navire, lent et faiblement armé. Horthy est dans un premier temps chargé d'organiser la défense de Pola, principal arsenal de la marine austro-hongroise. Il est inquiet à l'idée que l'empire se trouve impliqué dans une guerre mondiale, opposé à l'Empire britannique. De plus, Miklós Horthy ne peut que déplorer la faiblesse de la flotte austro-hongroise face aux marines française, britannique, allemande ou même italienne. Mais le front de l'Adriatique est calme, en dépit de quelques escarmouches avec l'Entente.
En novembre 1914, la famille Horthy est plongée dans l'affliction après la mort au combat de Szabolcs Horthy, un frère cadet de Miklós.

### Capitaine duNovara(1914-1918)

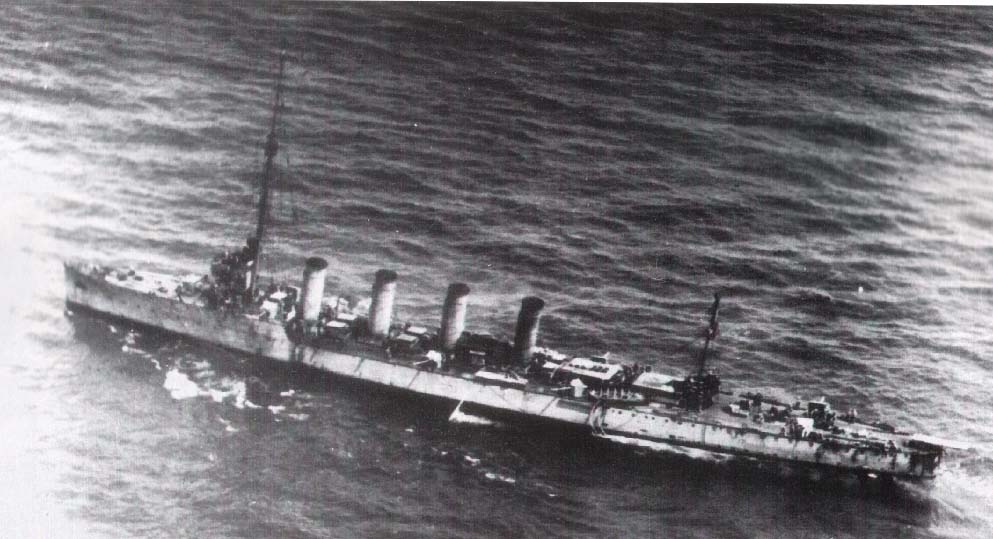
Vue aérienne du Novara endommagé pendant la bataille du détroit d'Otrante, le 15 5 1917.

En décembre, après de longs mois d'inaction à Pola, il est nommé capitaine du SMS Novara, un croiseur éclaireur tout juste mis en service. En mai 1915, Horthy et son équipage transportent secrètement un U-Boot allemand de l'Adriatique jusqu'au détroit des Dardanelles, alors en pleine attaque franco-britannique. Le croiseur parvient à éviter les patrouilles françaises jusqu'au large de Céphalonie, le 6 mai. Horthy et son navire parviennent toutefois à rentrer sans dommage à Pola.
À la suite de l'entrée en guerre de l'Italie aux côtés de la Triple-Entente, Horthy prend part à une vaste manœuvre de la flotte austro-hongroise, qui s'attaque à la côte orientale italienne. Le Novara bombarde Porto-Corsini, près de Ravenne.

### Commandant en chef de la flotte (1918-1919)

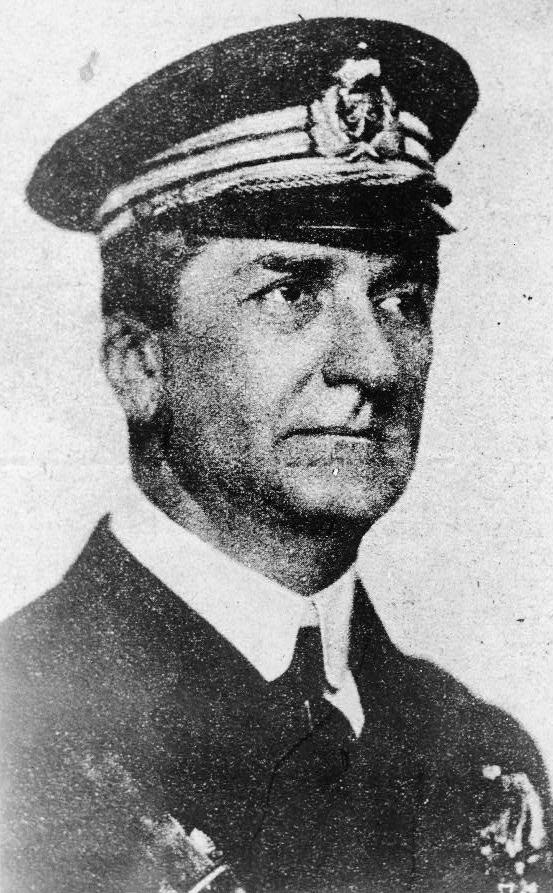
Miklós Horthy, amiral de la flotte austro-hongroise, commandant le cuirassé Viribus Unitis.

Nommé amiral de la flotte austro-hongroise, il en devient le commandant en chef en 1918. Il tente à plusieurs reprises de briser le blocus allié, en mai 1917, en attaquant les unités fermant l'Adriatique ; s'il ne réussit pas, il parvient cependant à menacer constamment les côtes italiennes d'un débarquement austro-hongrois. Il est gravement blessé durant la bataille du détroit d'Otrante au cours de laquelle il est parvenu à détruire une vingtaine de vaisseaux ennemis en ne perdant aucun navire en dépit de sa très nette infériorité numérique. Cet épisode fait de lui le « héros » d'Otrante.
Le 10 juin 1918, à bord du cuirassé SMS Tegetthoff, il commande la flotte austro-hongroise qui a pris la mer pour une seconde tentative contre le barrage d'Otrante. La flotte croise par hasard le chemin d'une patrouille de petites vedettes lance-torpilles italiennes (les M.A.S.) : l'audacieux capitaine de frégate Luigi Rizzo réussit à torpiller et couler l'énorme cuirassé Szent István, navire-jumeau du Tegetthoff, lui-même visé par les torpilles d'une autre vedette MAS qui le manquent de peu à la suite d'un défaut de réglage. Ne s'étant pas rendu compte de la nature de l'attaque, craignant un champ de mines ou un sous-marin, Horthy hésite trop longtemps avant de tenter le remorquage du Szent Istvan, qui finira par chavirer et couler faute d'avoir pu être échoué sur un haut fond.
Dans les derniers jours du conflit, le 31 octobre 1918, prenant acte de l'impossibilité de commander les marins, majoritairement croates, de la flotte de guerre austro-hongroise, qui refusent d'obéir aux ordres depuis quelques jours déjà, il quitte le navire amiral, basé à Pola, laissant, selon les ordres de l'empereur Charles Ier, la flotte de guerre de la double monarchie au royaume des Serbes, Croates et Slovènes en cours de constitution.
Il fait partie des déçus du partage de l'Autriche-Hongrie, dépecée le 4 juin 1920 par le traité de Trianon : les conséquences sont très dures pour la Hongrie qui perd les deux tiers de son territoire.

## Carrière politique

### Le conflit avec les communistes (1919)
Nationaliste, il est ministre de la Guerre (en) dans le gouvernement contre-révolutionnaire de Szeged (alors sous occupation française) dirigé par le comte Gyula Károlyi. Ce dernier combat l'éphémère — elle dure 133 jours — république des conseils du communiste Béla Kun. Devenu commandant en chef des armées contre-révolutionnaires le 13 juillet, Horthy décide de préserver ses troupes lorsque ses alliés français et roumains commandées par le général Henri Berthelot entrent dans Budapest le 6 août.

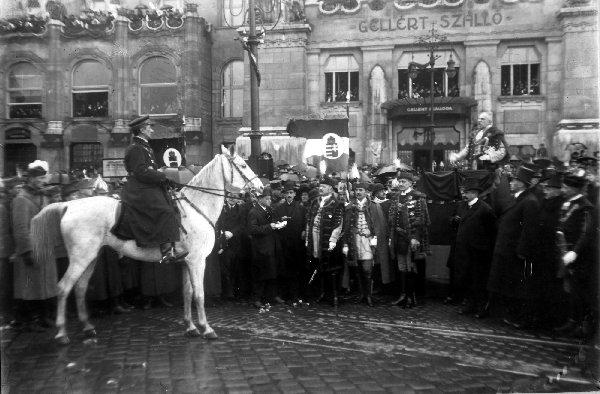
Miklós Horthy entrant à Budapest à la tête de l'« armée nationale », le 16 novembre 1919.

Au régime communiste et à sa terreur rouge succède la Terreur blanche, organisée par l'armée d'occupation et par la nouvelle armée nationale (hu) d'Horthy, une force militaire essentiellement répressive dirigée contre les communistes en déroute, puis contre leurs partisans réels ou supposés comme les francs-maçons et socialistes, et enfin contre les Juifs, assimilés aux communistes. Cette « Terreur blanche » fut sans doute tolérée, voire encouragée par Horthy lui-même, qui ne prit ses distances avec les détachements militaires de son armée qu’en 1920, année de son élection en tant que régent.

### Régent du royaume (1919-1944)

#### La prise du pouvoir
L'archiduc Joseph-Auguste de Habsbourg-Lorraine, représentant en Hongrie de l'ancien empereur Charles Ier d'Autriche (Charles IV de Hongrie) se proclame à nouveau régent mais, devant l'hostilité de l'Entente, renonce à son poste. L'amiral, profitant du retrait roumain le 14 novembre 1919, pénètre dans la capitale le 16 novembre avec l’aide de son « armée nationale (hu) » et s'affirme comme l'homme fort du régime. Les troupes françaises de l'Armée de Hongrie évacuent à leur tour le pays le 25 février 1920.

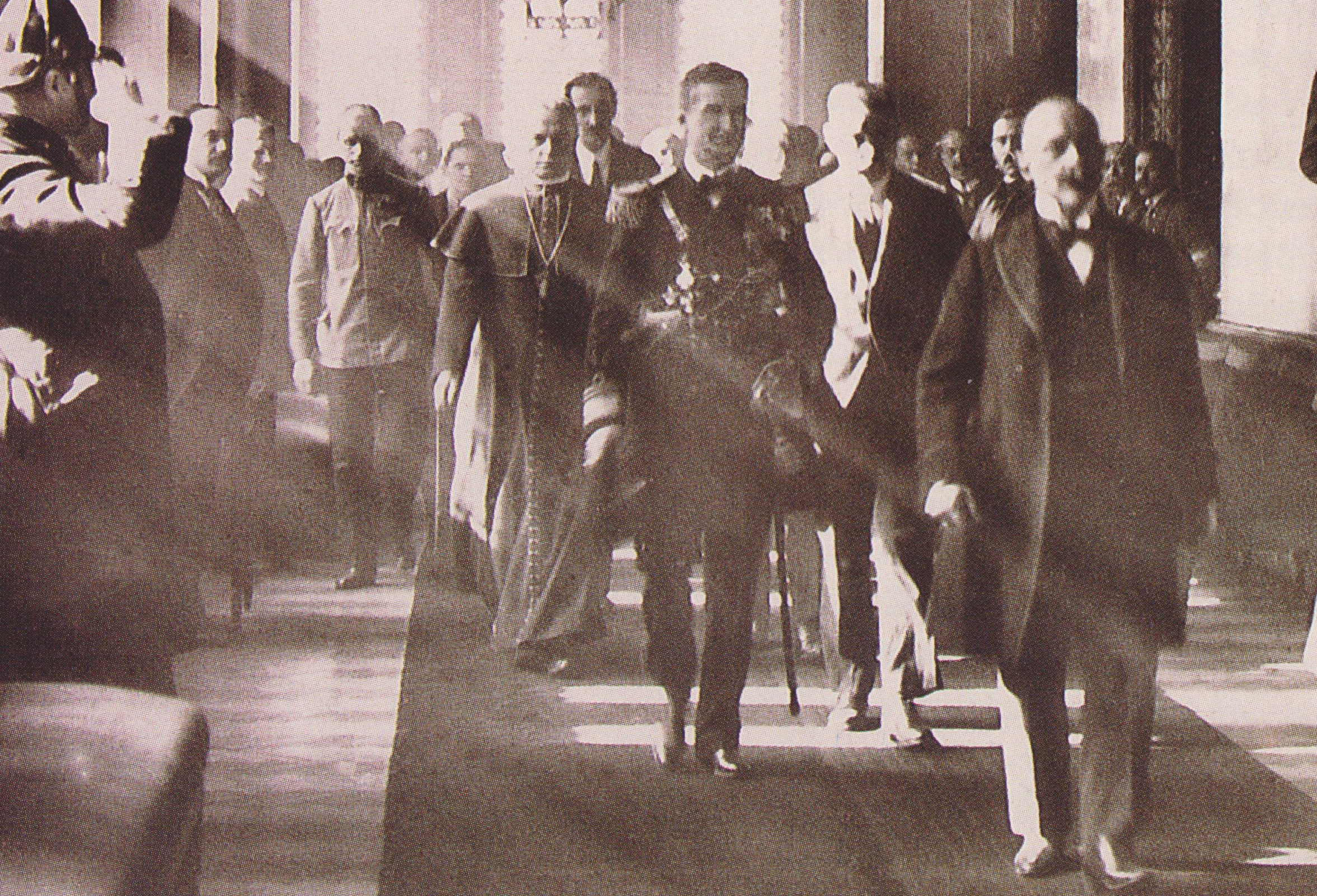
Horthy entre au Parlement secondé par le Premier ministre Károly Huszár, le 1er mars 1920.

En mars 1920, l'Assemblée nationale de Hongrie confirme le rétablissement de la monarchie mais choisit de rejeter les prétentions au trône de Charles IV de Habsbourg, dernier empereur d'Autriche-Hongrie. Le 1er mars 1920, l’assemblée, sous la pression de l’armée nationale, élit Horthy, amiral sans flotte, régent d'un « royaume sans roi » pour une période indéfinie (dans le royaume de Hongrie médiéval, la monarchie était élective). Les dignitaires du régime étant pour la plupart légitimistes et favorables à une restauration monarchique, la mise en place d’une régence leur paraît être un compromis satisfaisant. Il restaure en août 1920 l'ancien Ordre de Vitéz.
Il est fait grand croix de l'ordre militaire de Marie-Thérèse par l'ancien empereur Charles Ier d'Autriche le 7 mars 1921, lors de sa tentative de restauration monarchique.

#### La mise en place du régime autoritaire

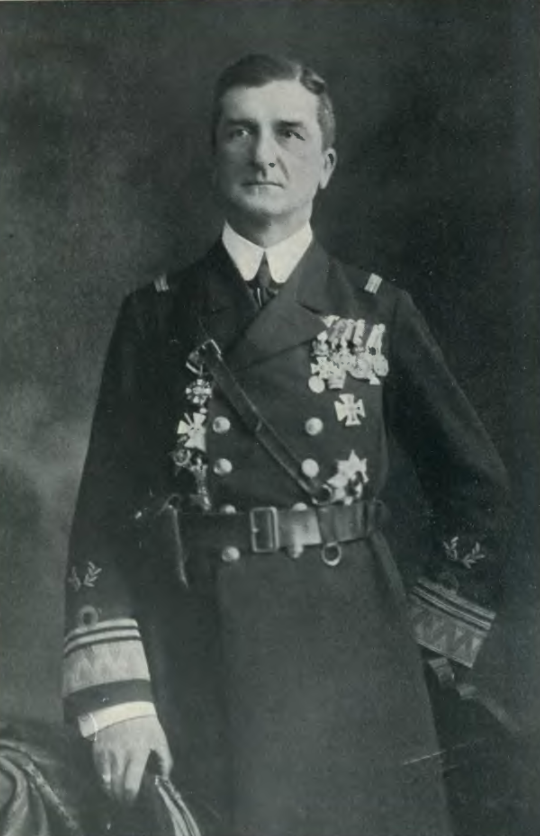
Miklós Horthy, régent de Hongrie, 1923.

La Hongrie n'adhère pas pour autant à la démocratie parlementaire mais subit l'oligarchie de la régence, où le pouvoir appartient à l'aristocratie conservatrice. Son représentant, Horthy, installe un régime autoritaire qui sympathise avec le régime fasciste italien et s’en inspire beaucoup avec pour différence majeure un antisémitisme quasi absent en Italie. Sans être totalement dictatorial, et parfois qualifié de « semi-dictature », le régime de la régence Horthy empêche par son mode de scrutin toute réelle alternance politique. Le multipartisme et la liberté de parole sont autorisés, les règles du jeu parlementaire et libéral sont respectées et l’opposition peut librement s’exprimer à l’exception du Parti communiste, mais Horthy, en tant que régent, demeure à la tête de l'État et peut dissoudre l'assemblée et nommer ou révoquer le chef du gouvernement à sa guise. De plus le régime possède tous les attributs réactionnaires permettant aux trois ordres traditionnels (aristocratie, armée et Église) de maintenir leur domination.
Le régime d’Horthy s’appuie aussi sur les grands propriétaires fonciers et la terre reste aux mains des propriétaires des latifundia hongroises. Des mesures antisémites sont prises en 1920, la loi XXV instaure ainsi un numerus clausus limitant le nombre de Juifs pouvant entrer à l'université et leur interdisant certaines fonctions. La politique d'István Bethlen, Premier ministre de 1921 à 1931, contribue à garantir la stabilité du régime.

#### Les arbitrages de Vienne

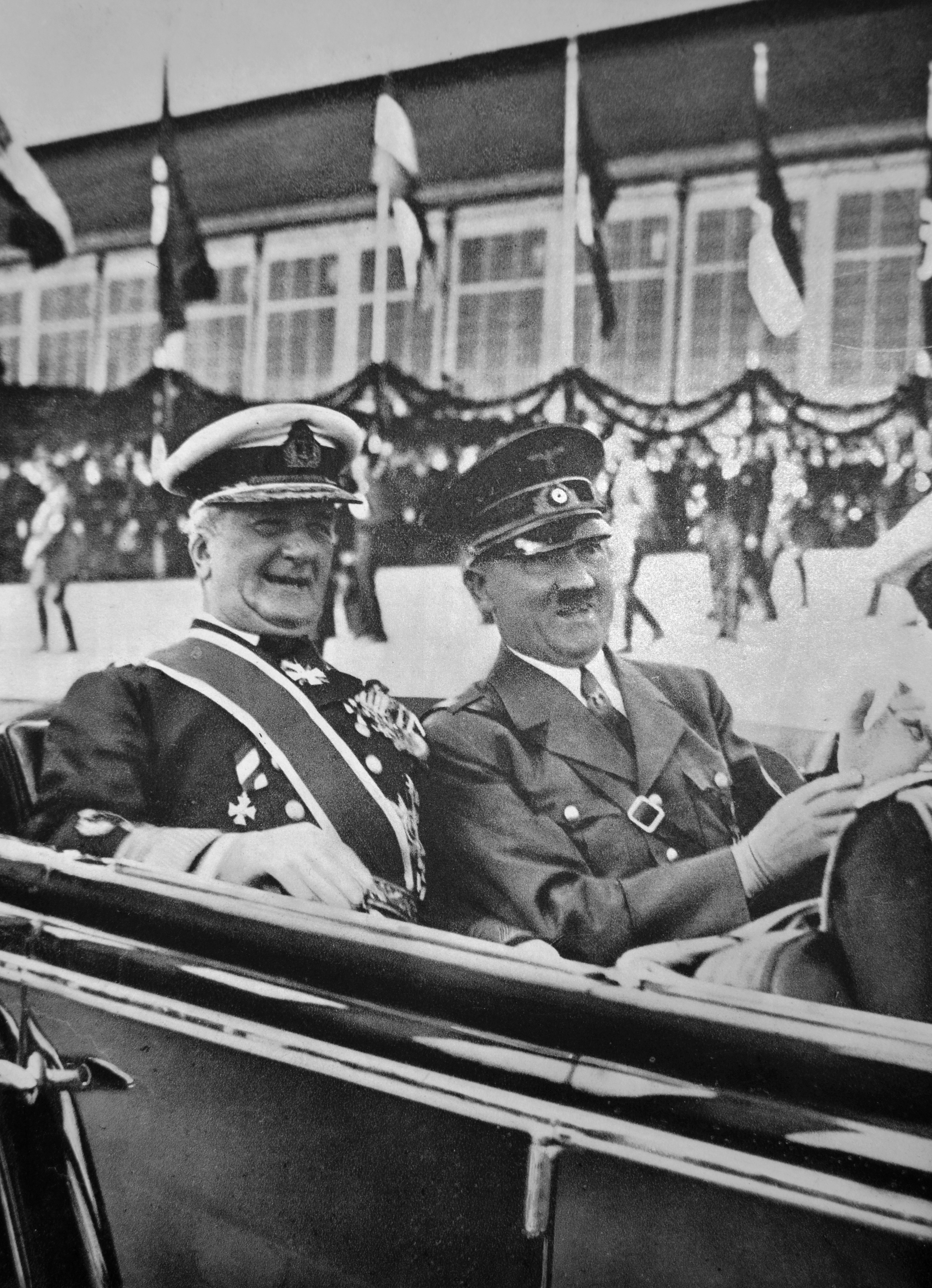
Miklós Horthy avec Adolf Hitler à Berlin, 1938.

Soutenue par ses puissants alliés italiens (1922) et allemands (1933), la Hongrie en profite pour s'attaquer diplomatiquement et politiquement aux démocraties parlementaires voisines : la Tchécoslovaquie (jusqu'en 1940) et la Roumanie (jusqu'en 1938), qui font partie de la Petite Entente soutenue par le Royaume-Uni et la France. Sans tirer un seul coup de feu, la Hongrie de Horthy va bénéficier du premier arbitrage de Vienne en 1938 pour récupérer une partie des territoires perdus en 1918, comme la région à majorité magyarophone de Tchécoslovaquie (le long du Danube) puis la Ruthénie subcarpatique, lors du dépeçage de la Tchécoslovaquie en mars 1939, et la Transylvanie du Nord lors du dépeçage de la Roumanie à l'été 1940.
En 1938, sous l'influence de l'Allemagne nazie, de nouvelles lois antisémites sont promulguées, restreignant d'abord à 20 % du total le nombre de Juifs dans certaines professions, dans l'administration et le commerce. Par la suite, le pourcentage est réduit à 5 % (8 % des habitants étaient juifs). D'autres lois interdisent les mariages mixtes ou retirent leur nationalité hongroise à 250 000 Juifs. Dans le même temps, le régent fait interdire la franc-maçonnerie.
En 1939, après sa première création le 23 octobre 1937 par Ferenc Szálasi, est fondé officiellement le parti des Croix fléchées fortement inspiré du Parti national-socialiste allemand.
Le 30 août 1940, la Hongrie bénéficie du deuxième arbitrage de Vienne, où l'Allemagne nazie et l'Italie de Mussolini lui octroient une bonne partie du nord de la Transylvanie, au détriment de la Roumanie. En avril 1941, la Hongrie intègre l'Axe et participe au côté de l'Allemagne et de la Bulgarie à l'invasion de la Yougoslavie : la Hongrie s'agrandit cette fois au détriment de la Yougoslavie en annexant les régions de Baranya et de Bačka (en Vojvodine).

#### L'entrée en guerre avec l'Axe
Le 27 juin 1941, cinq jours après le début de l'invasion de l'Union soviétique, la Hongrie lui déclare la guerre à la suite de l’attaque mineure d’un avion non identifié sur les faubourgs de la ville de Kassa, agression immédiatement qualifiée d’agression soviétique et servant de prétexte à l’entrée en guerre. La décision a été prise en toute autonomie par Budapest, alors que ni Hitler ni son état-major ne semblent avoir exercé de pressions sur la Hongrie.
En 1942, Horthy et son Premier ministre Miklós Kállay entament des négociations secrètes avec les Alliés anglo-américains à Lisbonne, Berne ou encore Istanbul : la délégation hongroise conduite par Albert Szent-Györgyi y rencontre en secret les Britanniques. Ces négociations sont ébruitées et les nazis commencent à se méfier de Horthy.
Le 19 février 1942, le fils de l'amiral Horthy, István Horthy, est élu régent-adjoint (sans droit de succession à son père) pour seconder ce dernier dans sa fonction. Les nazis voient cette élection d'un mauvais œil et Joseph Goebbels note dans son journal que cette élection était « un grand malheur », car « le fils est encore plus philosémite que le père ». Le 20 août 1942, l'avion de István Horthy s'écrase peu après son envol, probablement saboté par les nazis. Cette thèse est accréditée par la jeune veuve et son officier d'ordonnance, mais aucune enquête n'est ouverte et le corps n'est pas autopsié. Des études récentes remettent en cause la thèse du sabotage et concluent à un accident.

Le 18 avril 1943, Hitler rencontre Horthy au château de Klessheim, près d’Obersalzberg, et lui reproche la tiédeur des mesures anti-juives en Hongrie puis rappelle au régent la situation en Pologne : 

« Si les Juifs ne voulaient pas travailler, ils étaient abattus ; s'ils ne pouvaient pas travailler, ils devaient aussi mourir. Il fallait les traiter comme des microbes susceptibles d'infecter un corps sain. »

### Destitué et prisonnier d'Hitler (1944-1945)
Le 17 mars 1944, Hitler convoque de nouveau Horthy à Klessheim : il veut que ce dernier s’implique plus dans l’effort de guerre et accepte l’occupation de la Hongrie par les troupes nazies. Horthy refuse de signer, mais Hitler a de toute manière anticipé la réaction du régent : le 19 mars 1944, alors que l'Armée rouge continue d'avancer en Ukraine, la Wehrmacht renverse le Premier ministre Kállay favorable aux Alliés et instaure trois jours plus tard un gouvernement hongrois à sa solde (hu) dirigé par Döme Sztójay, jusque-là ambassadeur à Berlin. Les officiers hongrois responsables des massacres de la Bačka rentrent alors au pays et le pouvoir réel passe aux mains des Allemands, représentés par Edmund Veesenmayer.
Entre le 15 mai et le 8 juillet 1944, plus de 430 000 Juifs sont ghettoïsés puis déportés dans des camps d’extermination selon les directives d’Eichmann avec l’aide de la gendarmerie hongroise noyautée par les Croix fléchées. Miklós Horthy s’oppose ensuite à ces déportations en opposant son veto début juillet 1944.

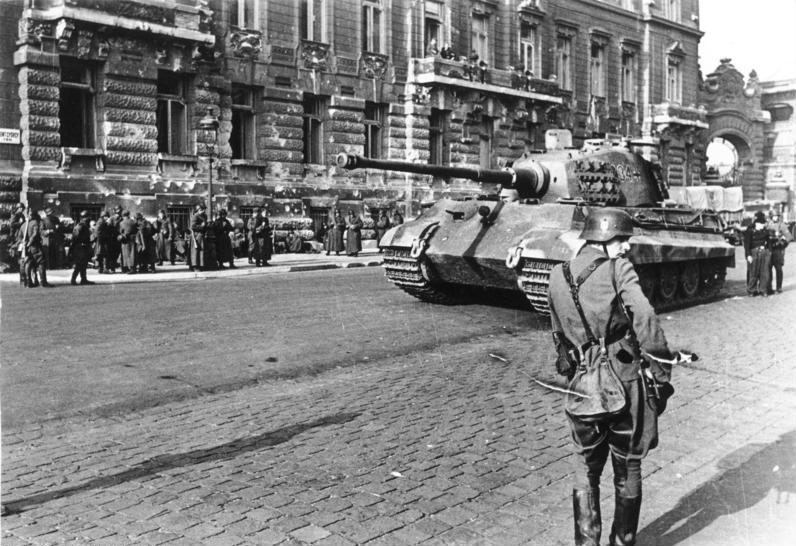
Char Tigre II sur la place Saint-Georges en octobre 1944.

À la suite du coup d'État du 23 août 1944, la Roumanie quitte l'Axe et déclare la guerre à la Hongrie et à l'Allemagne. Elle se laisse par ailleurs occuper par l'Armée rouge qui ne tarde pas à s'approcher de la frontière hongroise. Horthy dissout alors le gouvernement, déclare la fin des hostilités et entame des négociations avec les Soviétiques. Quelques semaines plus tard, le Troisième Reich lance l'opération Panzerfaust au cours de laquelle un commando dirigé par Otto Skorzeny kidnappe le fils d’Horthy et contraint ce dernier à désigner Ferenc Szálasi comme nouveau Premier ministre avant d'abdiquer. Le régent est alors obligé de revenir sur ses déclarations et d'abdiquer
Horthy passe la fin de la guerre dans une prison dorée en Bavière où les Américains le retrouvent le 1er mai 1945, à la fin du conflit.

## L'exil
Après la guerre, la république fédérative populaire de Yougoslavie demande qu'Horthy soit jugé comme criminel de guerre. Les Alliés refusent et il est au contraire relâché. Il s'exile au Portugal où Salazar l’accueille à Estoril, dans une belle villa proche de celle de Carol II, le roi détrôné de Roumanie. Il y meurt à 88 ans en 1957.
Il écrit ses mémoires, Ein Leben für Ungarn (Une vie pour la Hongrie) durant son exil. Il y explique n'avoir jamais fait confiance à Hitler mais justifie sa démarche d'alliance par les amputations du traité de Trianon (1920) qui avait entraîné la perte de 72 % du territoire hongrois de 1918 au profit de l'Autriche, de la Tchécoslovaquie, de la Roumanie et de la Yougoslavie.
Horthy a eu quatre enfants (Miklós fils, István, Magda et Paula). Seul Miklós lui survit.
Le 4 septembre 1993, les restes d'Horthy sont rapatriés dans son village natal de Kenderes en Hongrie, conformément à ses dernières volontés.

## La mémoire de Horthy dans la Hongrie contemporaine

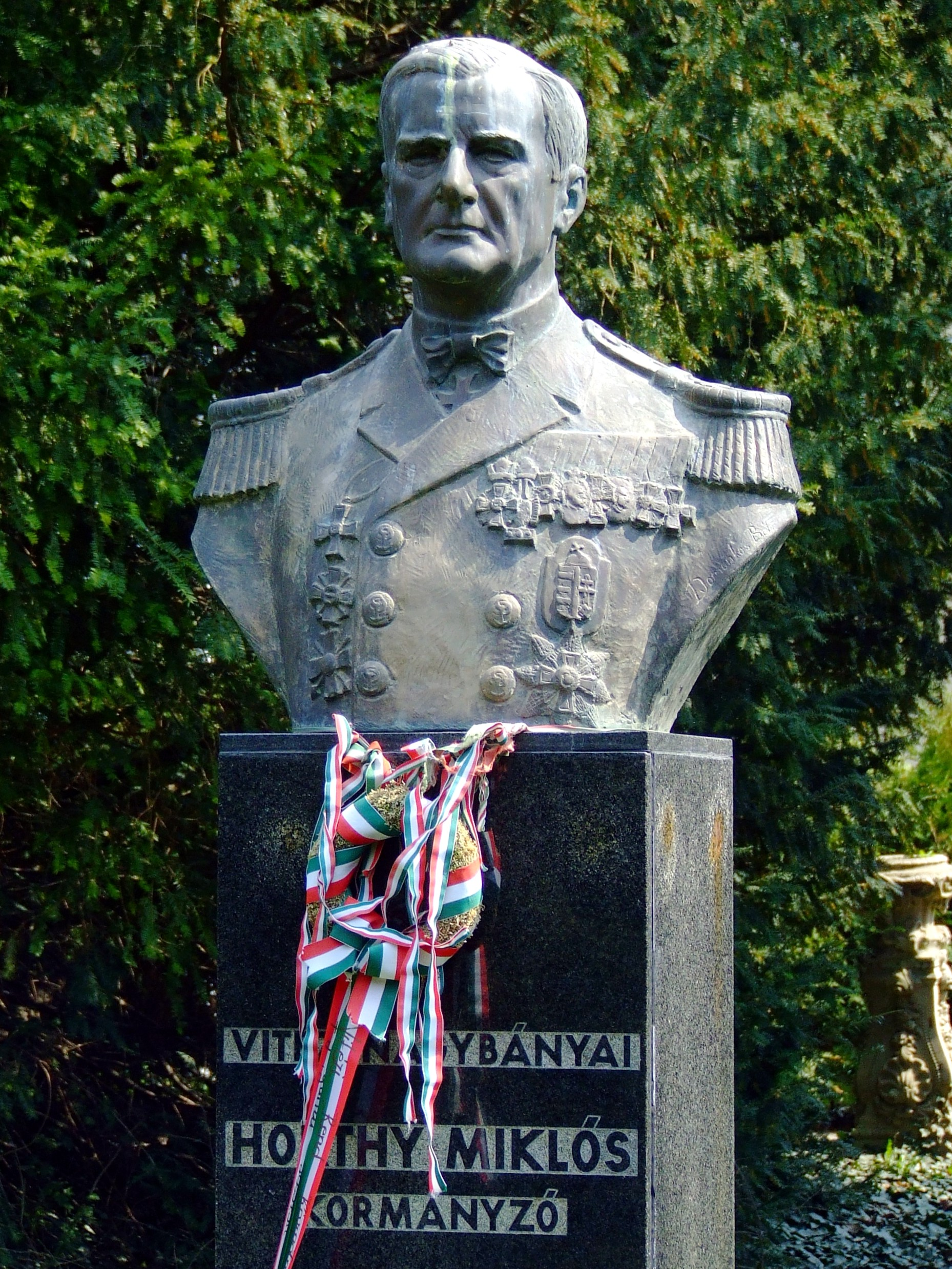
Buste de Horthy à Kenderes.

Malgré sa politique et ses actions menées, Horthy reste toujours aujourd’hui une figure respectée parmi certains partis politiques hongrois : il garde une certaine popularité parmi la droite modérée. On peut notamment souligner la présence de membres du Forum démocrate hongrois (Magyar Demokrata Fórum) à son ré-enterrement en 1993. Le parti conservateur de Viktor Orbán, le Fidesz, actuellement au pouvoir en Hongrie, cautionne lui aussi les commémorations locales en l’honneur de l’amiral Horthy. On remarque également que Horthy est une figure populaire au sein du parti d’extrême droite hongrois Jobbik.
En 1999, 9 % des Hongrois considéraient Horthy comme l'un des trois meilleurs dirigeants hongrois du XXe siècle et 41 % comme l'un des trois pires.
En 2006, 18 % des Hongrois considéraient qu'Horthy avait joué un rôle plus positif que négatif dans l'histoire de leur pays et 48 % l'inverse.
En 2007, Horthy arrivait en 7e position des personnages historiques que les Hongrois considéraient comme les plus aptes à résoudre les problèmes actuels.
Dans les années 2010, des bustes à la mémoire de Horthy ont été érigés dans plusieurs localités hongroises (Kereki, Budapest, Csókakő, Káloz, Hajdúböszörmény) à l'initiative de maires indépendants ou membres de la coalition gouvernementale (Fidesz-KDNP).

### Sources et bibliographie
- René Bustan, Les relations roumano-hongroises dans la perspective de la construction européenne, Publibook-Société des écrivains, 2007
- Yves Durand, Le nouvel ordre européen nazi : la collaboration dans l’Europe allemande (1938-1945), Éditions Complexe 1990.
- Catherine Horel, L'amiral Horthy, régent de Hongrie, Perrin, 2014, 467 p. (ISBN 978-2-262-03570-9, présentation en ligne)
- Nicholas Horth, Miklós Horthy, Andrew L. Simon, Nicholas Roosevelt, Admiral Nicholas Horthy Memoirs, Simon Publications LLC, 1957
- Miklós Horthy, Mémoires de l'amiral Horthy, régent de Hongrie [« Ein Leben für Ungarn »], Paris, Librairie Hachette, 1954, 287 p.
- Pierre Kende, Le défi hongrois : de Trianon à Bruxelles, Buchet Chastel, coll. « Les Essais », 2004
- (en) Gordon Martel, A companion to Europe : 1900-1945, Blackwell Publishing Ltd, 2005
- Miklós Molnár, Histoire de la Hongrie, Paris, Perrin, coll. « Tempus », 2004, 469 p. (ISBN 2-262-02238-0).
- Michel A. Prigent, La Hongrie au XXe siècle : regards sur une civilisation (sous la direction de Thomas Szende), Paris, L’Harmattan, 2000
- Max Schiavon, L'Autriche-Hongrie la Première Guerre mondiale : La fin d'un empire, Paris, Éditions SOTECA, 14-18 Éditions, coll. « Les Nations dans la Grande Guerre », 2011, 298 p. (ISBN 978-2-9163-8559-4)
- Henri Smotkine, La Hongrie, Presses universitaires de France, coll. « Que sais-je ? », 1984
- Jean-Paul Besse, Nicolas Horthy, le régent méconnu, Via Romana, 2016  (ISBN 978-2-37271-021-3) [présentation en ligne]